# Super Dragon Ball Heroes (anime)
Super Dragon Ball Heroes (スーパードラゴンボールヒーローズ Sūpā Doragon Bōru Hīrōzu?), conocido simplemente como Dragon Ball Heroes, es una serie de anime en línea spin-off no canónica producida por Toei Animation, basada en la franquicia de Akira Toriyama, Dragon Ball, y en el videojuego arcade del mismo nombre.
La serie fue prestrenada el 1 de julio de 2018 en Japón. La serie cubre el arco argumental de la "Saga de la Prisión Planetaria". y posteriormente la "Saga del Conflicto Universal".
Los acontecimientos de este anime ocurren luego de la serie Dragon Ball Super, sin embargo, no continúa la línea canónica.
Su versión en manga es ilustrado por el mangaka Yoshitaka Nagayama y se publica por la revista Saikyo Jump.

## Argumento
Tras el Torneo de Poder, una misteriosa figura llamada Fu secuestra a Trunks del Futuro. Fu atrae a Goku y Vegeta al Planeta Prisión, un área experimental que Fu creó y llenó con guerreros fuertes de diferentes planetas y eras para obligarlos a participar en un juego en el que deben recolectar las siete Esferas del Dragón especiales si desean escapar.
Sin embargo, el Planeta Prisión fue solo el comienzo de los experimentos de Fu. Basándose en los datos experimentales recopilados en el Planeta Prisión, ¡Fu finalmente comienza su verdadero experimento! ¡Un experimento que involucra todo el universo y el espacio-tiempo!

## Promoción
En mayo de 2018, V Jump anunció un anime promocional del juego Super Dragon Ball Heroes que adaptaría el "Arco de la Prisión Galáctica".
El 21 de junio de 2018 fue lanzado el primer tráiler promocional de la serie.
El primer episodio se mostró en el Aeon Lake Town, un centro comercial en Koshigaya, Saitama, el 1 de julio de 2018 y se subió al sitio web oficial del juego ese mismo día.
En 2023, se estrenó una película promocional en formato CGI que abarca el Arco del Invasor Demoníaco. La película se estrenó en YouTube en octubre de 2023, bajo el título de Super Dragon Ball Heroes: Meteor Mission.

## Episodios

### Temporadas
| Nombre Saga                    | Nombre Saga                   | Nombre Saga                                | Episodios                     | Episodios                     | Inicio                        | Final                         |
| Nombre Saga                    | Nombre Saga                   | Nombre Saga                                | Intervalo                     | Cantidad                      | Inicio                        | Final                         |
| Temporada 1: Universe Mission  | Temporada 1: Universe Mission | Temporada 1: Universe Mission              | Temporada 1: Universe Mission | Temporada 1: Universe Mission | Temporada 1: Universe Mission | Temporada 1: Universe Mission |
| ------------------------------ | ----------------------------- | ------------------------------------------ | ----------------------------- | ----------------------------- | ----------------------------- | ----------------------------- |
|                                | 1                             | Saga de la Prisión Planetaria              | 1 - 6                         | 6                             | 1 de julio de 2018            | 22 de diciembre de 2018       |
|                                | 2                             | Saga del Conflicto Universal               | 7 - 19                        | 13                            | 10 de enero de 2019           | 9 de enero de 2020            |
|                                | 3                             | Saga del Rey Oscuro Mechikabura            | Especial = 20                 | 1                             | 23 de febrero de 2020         | 23 de febrero de 2020         |
| Temporada 2: Big Bang Mission  |                               |                                            |                               |                               |                               |                               |
|                                | 4                             | Saga del Génesis Universal                 | 21 - 32                       | 11 + 1 especial               | 5 de marzo de 2020            | 25 de febrero de 2021         |
|                                | 5                             | Saga de la Guerra del Nuevo Espacio-Tiempo | 33 - 40                       | 8                             | 17 de marzo de 2021           | 18 de diciembre de 2021       |
| Temporada 3: Ultra God Mission |                               |                                            |                               |                               |                               |                               |
|                                | 6                             | Saga del Kaiō del Tiempo                   | 41 - 50                       | 10                            | 23 de febrero de 2022         | 24 de agosto de 2023          |
| Temporada 4: Meteor Mission    |                               |                                            |                               |                               |                               |                               |
|                                | 7                             | Saga del Demonio Invasor                   | 51 - 56                       | 6                             | 22 de octubre de 2023         | 8 de agosto de 2024           |

## Temporada 1: Universe Mission

### Saga de la Prisión Planetaria
| N.° | Título | Estreno                  |
| --- | --- | ------------------------ |
| 1 | «¡Goku vs. Goku! ¡Inicia una apasionante batalla en la Prisión Planetaria!» «Gokū bāsasu Gokū! Kangoku Wakusei de Chōzetsu Batoru Kaimaku!» (悟空vs悟空！監獄惑星で超絶バトル開幕！) | 1 de julio de 2018       |
| Goku y Vegeta se encontraban entrenando en el planeta de Bills cuando son visitados primero por la Mai del futuro, avisando de la desaparición de Trunks, y luego por un extraño ser llamado Fu, quien avisa de que se encontraba en la Prisión Planetaria. Al llegar a ese lugar, Goku es atacado por un homólogo de otra dimensión, quien resulta ser el mismo solo que de otra dimensión y de repente se transforma en Super Saiyajin 4. Fu les avisa que ambos fueron atrapados para una competencia, y que la única forma de escapar es por medio de las Esferas del Dragon, además les informa que no son los únicos que están en la Prisión Planetaria, pues hay varios seres muy poderosos y enemigos atrapados que también están en busca de las esferas como Cooler. | |                          |
| 2 | «¡Goku pierde la razón! ¡¡El alboroto del Saiyajin Maligno!!» «Bōsō shita Gokū! Aku no Saiya-jin ō Abare!!» (暴走した悟空！悪のサイヤ人大暴れ！！)                                   | 16 de julio de 2018      |
| Un nuevo enemigo ha aparecido en la Prisión Planetaria y tal parece que Goku y los otros no son competencia para el denominado Saiyajin Maligno Cumber, el cual, está envuelto en un Ki siniestro y terriblemente inmenso. Goku inicia con el combate, sin embargo, se ve involucrado con el Ki del Saiyajin maligno, esto da como resultado que Goku pierda el control de su cuerpo y mente y empiece a atacar a Trunks, Vegeta y Mai del futuro pero de la nada un guerrero inesperado viene al rescate. | |                          |
| 3 | «¡El esplendor más poderoso! ¡Vegetto Blue Kaioken explota!» «Saikyō no Kagayaki! Bejītto Burū Kaiōken sakuretsu!» (最強の輝き！ベジットブルー界王拳炸裂！)                          | 6 de septiembre de 2018  |
| Goku y Vegeta no pudieron hacerle frente al Saiyajin Maligno Cumber debido a ese Ki temible que lo rodea, ahora Vegetto es la última esperanza para derrotar al oponente, el poder del Saiyajin Maligno es aterrador, pero Vegetto aún cuenta con un as bajo la manga. | |                          |
| 4 | «¡Furia! ¡Super Fu aparece!» «Gekikō! Sūpā Fyū tōjō!» (激昂！超フュー登場！) | 27 de septiembre de 2018 |
| El Saiyajin Maligno Cumber ha mostrado una forma increíble y se desata. La Prisión Planetaria está luchando para hacerle frente a ese gran poder, pero las cadenas comienzan a romperse una por una. Al ver esto, Fu se enfurece y libera sus poderes ocultos. | |                          |
| 5 | «¡El guerrero más poderoso! ¡¡Vegetto Super Saiyajin 4!!» «Saikyō no Senshi! Sūpā Saiya-jin Fō Bejītto!!» (最強の戦士！超サイヤ人4ベジット！！)                                      | 28 de octubre de 2018    |
| Como Goku y compañía están en aprietos, Son Goku Xeno y Vegeta Xeno vienen en su ayuda, habiendo notado el cambio en la Prisión Planetaria. Para contrarrestar el poder sin límite de Cumber, los dos usan los Pothara para fusionarse... ¡Es el nacimiento explosivo del guerrero más poderoso! ¡¡Vegetto Super Saiyajin 4!! | |                          |
| 6 | «¡¡Terminaré con esto!! ¡Entra en acción! ¡Ultra Instinto!» «Ora ga Keri o Tsukeru!! Hatsudō! Migatte no Gokui!» (オラがケリをつける！！発動！身勝手の極意！)                        | 22 de diciembre de 2018  |
| Después de una feroz, tremenda y larga batalla, ¡El Ultra Instinto finalmente entra en acción dentro de Goku! A medida que la Prisión Planetaria se desmorona por los ataques del Saiyajin Maligno Cumber, ¡comienza una pelea final con todos los atacantes! | |                          |

### Saga del Conflicto Universal
| N.° | Título | Estreno                 |
| --- | --- | ----------------------- |
| 7 | «¡¿Zamasu revivió?! ¡Se levanta el telón en el Arco del Conflicto Universal!» «Zamasu ga Fukkatsu!? Uchū Sōran-hen Kaimaku!» (ザマスが 復活！？宇宙争乱編開幕！)                | 10 de enero de 2019     |
| Trunks, Vegeta y los demás lograron escapar de la Prisión Planetaria. Sin apenas tiempo para curarse las heridas de la batalla, ambos son informados de un ataque en curso en el Universo 6. ¡¿Qué les estará esperando a Vegeta y los demás que se dirigen al Universo 6 al misterioso enemigo...?! Los guerreros más fuertes de todos los universos se están preparando para una violenta batalla. ¡Se levanta el telón sobre el Arco del Conflicto Universal! | |                         |
| 8 | «¡Los mejores y peores guerreros aparecen! ¡El Universo 6 es devastado!» «Saikyō Saiaku no Senshi Shūrai! Kaimetsu suru Dai-roku Uchū!» (最強最悪の戦士襲来！壊滅する第6宇宙！) | 24 de febrero de 2019   |
| Trunks y Vegeta se enfrentan a Oren y Kamin, pero su gran combinación de ataques es muy fuerte que pone en aprietos a Trunks y a los demás. En medio de la batalla, aparece un guerrero del área central y jefe del grupo de erradicación, Hearts, y revela su plan impactante. | |                         |
| 9 | «¡¡La resurrección de Goku!! ¡Choque entre el más fuerte y el más fuerte!» «Gokū Fukkatsu!! Shōtotsu suru Saikyō to Saikyō!» (悟空復活！！衝突する最強と最強！)                 | 7 de marzo de 2019      |
| Jiren se encuentra frente a frente con Cumber el Saiyajin Maligno, quién apareció en el Universo 11 y se desató de inmediato. Entre los dos se libra una terrible batalla, pero de repente, Goku, quién había desaparecido hace unos momentos, entra a la acción con el Gran Sacerdote. | |                         |
| 10 | «¡Contraataque! ¡Ataque feroz! ¡Goku y Vegeta!» «Hangeki! Mōkō! Gokū to Bejīta!» (反撃！ 猛攻！ 悟空とベジータ！)                                                               | 18 de abril de 2019     |
| Al recurrir al Ultra Instinto. Goku inicia un ataque desesperado contra los guerreros que buscan llevar a cabo sus malvadas ambiciones. Mientras tanto, Vegeta que fue sorprendido y previamente absorbido por Oren, pierde la consciencia. ¿Los dos Saiyajins podrán establecer un contraataque contra estos nuevos enemigos con una fuerza increíblemente infinita?                                                                                            | |                         |
| 11 | «¡Lucha feroz! ¡Batalla decisiva en el Universo 11!» «Gekitō! Dai-jūichi Uchū Chōjō Kessen!» (激闘！ 第11宇宙頂上決戦！)                                                        | 9 de mayo de 2019       |
| Vegeta repleto de ira se convierte en el Super Saiyajin Blue Evolucionado. Por otro lado, Hearts finalmente empieza a mostrar sus poderes, los cuales parecen ser diferentes a todo lo antes visto. ¿Quién ganará la batalla intensamente crucial en el Universo 11? | |                         |
| 12 | «¡Llamen a todos los Super Guerreros! ¡Batalla decisiva en el Universo 7!» «Chō Senshi Shūketsu! Kessen no dai-nana Uchū!» (超戦士集結！ 決戦の第7宇宙！)                       | 22 de junio de 2019     |
| Finalmente el campo de batalla inicia en el Universo 7. Goku y los demás se enfrentan a Hearts y Kamioren. Mientras tanto en el Universo 3, Cumber anda suelto destrozando el lugar, sin embargo aparece Cooler y lo confronta. ¡Cooler ha conseguido un nuevo poder! | |                         |
| 13 | «¡Super Hearts hace su aparición! ¡Una batalla total que estremece la Tierra!» «Sūpā Hātsu sansen! Daichi Yurugasu Zenkai Batoru!» (超ハーツ参戦！ 大地揺るがす全開バトル！)    | 11 de julio de 2019     |
| ¡Hearts finalmente ha mostrado su verdadero poder! Goku se transforma en Super Saiyajin Blue, y se estremece una extraordinaria batalla de proporciones muy igualadas. ¿Cómo terminará este combate tan devastador? | |                         |
| 14 | «¡La amenazante Semilla del Universo! ¡¡El ataque alborotado de Kamioren!!» «Uchū no Tane no Kyōi! Kamioren Bōsō!!» (宇宙の種の脅威！ カミオレン暴走！！)                       | 28 de julio de 2019     |
| Goku cada vez sufre más con los feroces ataques de Hearts, mientras que Piccolo y el Androide N°17 continúan su lucha contra Kamioren. Combinando sus ataques, los dos logran incapacitarlo, pero la situación cambia repentinamente cuando unos rayos de luz salen de la Semilla del Universo. ¿Cuál será la amenaza de esta Semilla que ha absorbido la energía proveniente del Universo 7?                                                                    | |                         |
| 15 | «¡Kamioren es enviado a volar! ¡Abrumador! ¡Ultra Instinto!» «Buttobe Kamioren! Attō! Migatte no Gokui!» (ぶっとべカミオレン！ 圧倒！ 身勝手の極意！)                           | 5 de septiembre de 2019 |
| Kamioren en su Forma Gigante se descontrola con un poder extraordinariamente fuerte. ¡En esta situación tan crítica, Goku despierta otra vez el Ultra Instinto! Ahora en una batalla sin precedentes, Kamioren es aplastado poco a poco. Sin embargo, justo cuando la pelea está llegando a su fin, Hearts parece estar ocultando un plan secreto... | |                         |
| 16 | «¡Zamasu contra el Universo 7! ¡El fin de una ambición!» «Zamasu bāsasu Dai-nana Uchū! Yabō no Ketsumatsu!» (ザマスVS第7宇宙！ 野望の結末！)                                    | 10 de octubre de 2019   |
| ¡Finalmente, la energía de la Semilla del Universo está en su máximo poder! El Universo 7 sigue resistiendo los ataques enemigos cuya motivación está por elevarse, Zamasu entonces se enfrenta a los Guerreros Z. Ahora que la Semilla del Universo alcanzó la perfección, Hearts entra en esta y concibe dentro con unos cubos alcanzando una nueva evolución. ¿Podrán Goku y compañía detener los planes del enemigo?                                         | |                         |
| 17 | «¡Un indestructible Asesino de Dioses! ¡El nacimiento de Hearts!» «Kyūkyoku no Kamigoroshi! Hātsu tanjō!» (究極の神殺し！ ハーツ誕生！)                                         | 27 de octubre de 2019   |
| Hearts finalmente ha completado su evolución en un definitivo y poderoso Asesino de Dioses. ¡Junto a Jiren y Hit que vienen al rescate, Goku y compañía inician una lucha dura y brutal! ¡La batalla final que decidirá el destino del universo ha comenzado! | |                         |
| 18 | «¡Super enfrentamiento decisivo! ¡Gogeta contra Hearts!» «Chō Kessen! Gojīta bāsasu Hātsu!» (超決戦！ ゴジータVSハーツ！)                                                       | 22 de diciembre de 2019 |
| Goku y Vegeta se fusionaron y aparece Gogeta listo para enfrentar a Hearts. ¡El destino del universo está en manos del guerrero fusionado más poderoso! ¿Cómo terminará esta superbatalla decisiva que hará estremecer el planeta Tierra? | |                         |
| 19 | «¡La conclusión de la batalla! ¡El Conflicto Universal finaliza!» «Kanzen Ketchaku! Uchū Sōran no Yukue!» (完全決着！ 宇宙争乱のゆくえ！)                                       | 9 de enero de 2020      |
| ¡Hearts ataca con su máximo poder y Gogeta uniendo fuerzas con Jiren y Hit responden con sus respectivos ataques! ¿Qué pasará con el destino del universo después de esta batalla tan implacable y sobresaliente? ¡El Arco del Conflicto Universal está por llegar a su final! | |                         |

### Saga del Rey Oscuro Mechikabura
| N.° | Título | Estreno               |
| --- | --- | --------------------- |
| Especial = 20 | «¡Batalla decisiva! La Patrulla del Tiempo contra el Rey Oscuro» «Kessen! Taimu Patorōru bāsasu Ankokuō» (決戦！ タイムパトロールVS暗黒王) | 23 de febrero de 2020 |
| El Rey Oscuro Mechikabura desata su malvada aura al enfrentarse contra Trunks Xeno y Vegetto Xeno. Al mismo tiempo que la Patrulla del Tiempo y el Imperio Oscuro se ensalzan en una feroz batalla, Towa se encuentra ante una grieta espacio-temporal con un bebé en sus brazos. ¡Una nueva batalla empieza ahora! | |                       |

## Temporada 2: Big Bang Mission
Una segunda temporada del anime fue anunciada en la Jump Festa 2019 y se llama '‘Big Bang Mission’', y se estrenó el 5 de marzo de 2020.
Lo revelado menciona que Zeno Sama, Bills, Whis y Zarama son los protagonistas de este arco, el cual tendría una duración de hasta un año y medio de emisión. El villano principal seguirá siendo Fu.

### Saga Big Bang Mission
| N.° | Título | Estreno                  |
| --- | --- | ------------------------ |
| 21 | «¡Los Dioses de la Destrucción invaden! El Comienzo de una Nueva Batalla» «Hakaishin Shūrai! Aratanaru Tatakai no Makuake» (破壊神襲来！ 新たなる戦いの幕開け)                                          | 5 de marzo de 2020       |
| Mientras Goku y compañía están entrenando en el Universo 7, de repente aparece una misteriosa ave que está siendo perseguida por Trunks Xeno y Pan Xeno, miembros de la patrulla del tiempo. El ave se llama Toki-Toki y es un ser responsable de la creación de diversas dimensiones. En ese momento, Goku y los demás sienten una gran energía procedente del cielo donde se aparecen los 12 Dioses de la Destrucción, ¡¿y todos persiguen a Toki-Toki!?. Bills trata de destruir a Toki-Toki, pero Goku y el resto están listos para pelear y protegerlo. De repente el cielo empieza a oscurecerse, y el misterioso Fu aparece... ¡una nueva batalla comienza! | |                          |
| 22 | «¡El plan de Fu! ¡La amenaza del temible Árbol Universal!» «Fyū no Keikaku! Osorubeki Uchūju no Kyōi!» (フューの計画！ 恐るべき宇宙樹の脅威！)                                                          | 9 de abril de 2020       |
| Goku, Vegeta y Trunks Xeno ponen todo su esfuerzo para combatir contra Bills, pero no hay nada que se pueda hacer contra su gran poder. Repentinamente, Son Goku Xeno y Vegeta Xeno aparecen y les insisten que miren hacia el cielo, el cual se encuentra totalmente cubierto por raíces de un extraño árbol donde se encuentra Fu junto a su ave Dogi-Dogi. Fu revela su plan de crear un nuevo universo extrayendo la energía cósmica de todos los universos para su Árbol Universal, ¿podrán Goku y sus amigos detener eso? | |                          |
| 23 | «¡El regreso de fuertes viejos enemigos! ¡Turles y Bojack!» «Kyōteki Saisen! Tāresu to Bōjakku!» (強敵再戦！ ターレスとボージャック！)                                                                  | 22 de mayo de 2020       |
| Guiados por Toki-Toki, Goku y los demás persiguen a Fu. Cuando finalmente llegan a un planeta, se encuentran con formidables viejos enemigos que pelearon hace mucho tiempo y esta vez fueron fortalecidos gracias al mismísimo Fu. Resultan ser Turles y Bojack, quienes inician una revancha contra Goku y Vegeta. Por otro lado, en alguna parte del Infierno, Son Goku Xeno y Vegeta Xeno se encuentran con un misterioso hombre que se hace llamar "Dr. W". | |                          |
| 24 | «¡Escondido entre las sombras! ¡El misterioso hombre, Dr. W!» «Shinobiyoru Kage! Nazo no Otoko Dokutā Daburyū!» (忍び寄る影！ 謎の男Dr.ダブリュー！)                                                    | 30 de junio de 2020      |
| En el Infierno, Son Goku Xeno y Vegeta Xeno inician su enfrentamiento contra el misterioso Dr. W, el cual esquiva todos y cada uno de sus movimientos. ¿Cuál es el motivo de su extraña sonrisa? Mientras tanto, se desarrolla la feroz batalla entre Turles y Bojack contra Goku y Vegeta, en eso Dogi-Dogi desata una oscura y siniestra luz sobre todo el universo, ¿cuál es el siguiente paso del plan de Fu?. | |                          |
| 25 | «¡Gran batalla decisiva en el Infierno! ¡El nuevo Janemba!» «Jigoku Daikessen! Aratanaru Janenba!» (地獄大決戦！ 新たなるジャネンバ！)                                                                  | 30 de julio de 2020      |
| Resucitado gracias a la máquina del Dr. W, Janemba pelea contra Son Goku Xeno y Vegeta Xeno en el Infierno. Al mismo tiempo que Janemba, el cual ha aumentado tanto su poder gracias a los datos analizados del Super Saiyajin 4, sigue peleando contra los patrulleros. En eso, Goku y su grupo aparecen allí tras seguir el rastro de Fu y deciden ayudar. Justo cuando Goku y Son Goku Xeno consiguen atacar a Janemba, dos sombras misteriosas aparecen repentinamente en el cielo con el soplido del viento... ¿quienes serán esos sujetos? | |                          |
| 26 | «¡Explosión del Puño del Dragón! ¡El ultrapoderoso Super Saiyajin 4, Rompedor de Límites!» «Ryūken Sakuretsu! Chō Furu Pawā Saiya-jin Fō: Genkai Toppa!» (龍拳炸裂！ 超フルパワーサイヤ人4・限界突破！) | 27 de agosto de 2020     |
| Durante la ardua batalla contra Janemba, Majin Salsa y Putine del Reino Demoníaco Oscuro hacen su aparición inesperadamente. Ante esto, Goku y los demás presentes confían sus poderes a Goku Xeno y Vegeta Xeno. Los dos guerreros Xeno están envueltos en un aura diferente a la anterior y sus cuerpos comienzan a emitir una luz roja... ¿Cuál será el resultado de esta feroz batalla contra el formidable Janemba? | |                          |
| 27 | «¡Terror desenfrenado! ¡El regreso de la aura maligna!» «Bōsō no Kyōfu! Aku no Ōra Futatabi!» (暴走の恐怖！ 悪のオーラ再び！)                                                                           | 30 de septiembre de 2020 |
| Después de derrotar a Janemba, Goku y sus amigos junto con Majin Salsa y Putine consiguen llegar a la grieta temporal donde está ubicado el Árbol Universal. Allí se encuentran con Fu que está fascinado de su plan en crear un nuevo universo. Debido a la intervención de Towa, los Patrulleros del Tiempo desaparecen, dejando a Goku y Vegeta solos para combatir contra Fu. Empezando la pelea, el excéntrico científico es capaz de controlar la aura maligna de Cumber y ataca a los dos Saiyajins provocando que ambos entren en un estado muy enloquecido...                                                                                             | |                          |
| 28 | «¡Una feroz batalla entre el espacio y el tiempo! Vegetto contra Super Fu» «Toki no Hazama no Gekitō! Bejitto bāsasu Sūpā Fyū» (時の狭間の激闘！ ベジットVS超フュー)                                    | 25 de octubre de 2020    |
| Teletransportados hacia un espacio vacío, los Patrulleros del Tiempo descubren el verdadero propósito de Towa: convertir a Fu en el nuevo Rey Demonio. Al mismo tiempo, comienza la feroz batalla entre Goku y Vegeta contra Fu. Para contrarrestar la aura maligna de Cumber, los dos Saiyajins se fusionan en Vegetto mientras que el excéntrico científico se transforma en Super Fu. En mitad de su batalla, una deslumbrante luz aparece repentinamente del Árbol Universal... | |                          |
| Especial = 29 | «Avanzar directo al campo de batalla. ¡Dragon Ball Heroes!» «Tatakai no Basho e Tsukisusume - Doragon Bōru Hīrōzu» (戦いの場所へ突き進め ドラゴンボールヒーローズ)                                      | 15 de noviembre de 2020  |
| Episodio especial sin relación con la saga actual. ¡Es el décimo aniversario de Dragon Ball Heroes! ¡Este es un episodio especial que muestra la historia de los avatares de clase Héroe que han pasado los últimos diez años con el jugador! Estos avatares han recibido finalmente una súper evolución de clase que les permite acceder al estado del Ultra Instinto "Señal". ¡Desafía feroces batallas y continúa volviéndote más fuerte con ellos!. | |                          |
| 30 | «¡La reencarnación del mal! ¡El nacimiento del nuevo Rey Oscuro, Fu!» «Yomigaeru Jaaku - Ankokuō Fyū tanjō!» (蘇る邪悪 暗黒王フュー誕生！)                                                              | 20 de diciembre de 2020  |
| Gracias al deseo concedido de Bills y Champa a Super Shen-Long, el Árbol Universal se desintegra completamente. Cuando pensaron que todo se acabó, Towa y Mira aparecen y le conceden a Fu el poder demoníaco oscuro. Con esa energía maligna, Fu se convierte en el nuevo Rey Oscuro e intenta absorber la energía restante del Árbol Universal para añadirlo a su forma, lo cual Vegetto pelea contra él para detener su malvado plan. Por otra parte en un sitio desconocido, el Super Saiyajin Legendario, Broly, aparece de repente.... | |                          |
| 31 | «¡El más malvado superando sus límites! ¡El regreso de Broly!» «Saikyō no Genkai Toppa! Burorī fukkatsu!» (最凶の限界突破！ ブロリー復活！)                                                             | 20 de enero de 2021      |
| El nuevo Rey Oscuro Fu y Vegetto Xeno continúan su enfrentamiento en la grieta temporal. En eso, Fu usa su oscuro Ki cambiando los alrededores a un gran salón. A medida que la batalla colapsa, Broly aparece de repente con un rugido incesante. Durante la feroz batalla, ¡el Árbol Universal, que recibe la energía oscura de Fu, comienza a brillar y su luz se esparce en un destello cegador! Al mismo tiempo, Hearts se encuentra cerca del encerrado Cumber... | |                          |
| 32 | «¡La conclusión del Génesis Universal! ¡El nacimiento de un nuevo mundo!» «Uchū Sōsei no Yukue - Arata Naru Sekai no Tanjō!» (宇宙創成のゆくえ 新たなる世界の誕生！)                                    | 25 de febrero de 2021    |
| La feroz batalla se desata entre Vegetto Xeno y el Rey Oscuro Fu. La luz emitida desde el Árbol Universal converge en la mano derecha de Fu, adoptando la forma de una extraña esfera luminosa. ¿Nacerá un nuevo universo? A medida que se cruzan diversas ambiciones, ¿cómo terminará esta superbatalla decisiva que involucra a todo el universo? | |                          |

### Saga de la Guerra del Nuevo Espacio-Tiempo
| N.° | Título | Estreno                  |
| --- | --- | ------------------------ |
| 33 | «¡Guerra del Nuevo Espacio-Tiempo! ¡El comienzo de una feroz batalla decisiva!» «Shinjikū Taisen! Kyūkyoku no Gekitō Kaimaku!» (新時空大戦！ 究極の激闘開幕！)                                                              | 17 de marzo de 2021      |
| El Rey Oscuro Fu creó un nuevo universo conocido como el Nuevo Espacio-Tiempo utilizando el poder del Árbol Universal, que duplicó el Universo 7. ¡Una nueva batalla por la fuga de Goku y todos los atrapados en el Nuevo Espacio-Tiempo comienza! ¿¡Cómo terminará esta superbatalla decisiva!?. | |                          |
| 34 | «¡El Guerrero de Negro aparece! ¡Una nueva aventura comienza!» «Kokui no Senshi Arawaru! Arata Naru Bōken Sutāto!» (黒衣の戦士現る！ 新たなる冒険スタート！)                                                                | 15 de abril de 2021      |
| Goku y Hearts como aliado se encuentran peleando contra Golden Freezer Xeno y Golden Metal Cooler Xeno. De repente, Broly aparece de la nada y comienza a atacar indiscriminadamente a cualquiera que se encuentre cerca. En esta situación, un misterioso Guerrero vestido de Negro aparece para ayudar a los guerreros. Después de un encuentro casual con el Saiyajin de la Máscara Carmesí, Goku se embarca en una aventura para reunir las Dragon Balls junto a Hearts, y de ese modo lograr escapar del Nuevo Espacio-Tiempo.                                   | |                          |
| 35 | «¡El orgullo de la raza guerrera! ¡¡El despertar de Vegeta!!» «Sentō Minzoku no Hokori! Bejīta, Kakusei!!» (戦闘民族の誇り！ ベジータ、覚醒！！)                                                                            | 9 de mayo de 2021        |
| La batalla entre Vegeta contra Turles y Cumber empieza en el planeta Vegeta del Nuevo Espacio-Tiempo. Vegeta comienza a ser abrumado por Turles, quien se ha convertido en un Saiyajin Maligno. Utilizando la teletransportación, Goku y Hearts llegan al lugar, pero ambos se ven envueltos en una batalla contra el Saiyajin de la Máscara Carmesí, quien se revela como Goku Black. Vegeta, al borde de quedar enloquecido debido al aura maligna, termina sobreponiéndose a ella gracias a su orgullo Saiyajin. De ese modo, ¡nace un guerrero recién despertado! | |                          |
| 36 | «¡Super Saiyajin Rosé contra el Ultra Instinto! ¡Una gran batalla que sacude el planeta!» «Sūpā Saiya-jin Roze Bāsasu Migatte no Gokui! Wakusei Gekishin no Dai Kettō!» (超サイヤ人ロゼVS身勝手の極意！ 惑星激震の大決闘！) | 20 de junio de 2021      |
| Vegeta consiguió sobreponerse contra Cumber y Turles. Sin embargo, el Saiyajin de la Máscara Carmesí, quien se reveló como Goku Black, pone en serios apuros a Goku y Hearts por su propia cuenta, intentando destruir el planeta Vegeta del Nuevo Espacio-Tiempo. En mitad de este combate que hace temblar el planeta entero, Goku lucha activando el Ultra Instinto para contrarrestar a Black. En eso, los demás son rescatados por el mismísimo Androide Definitivo, Cell, ¡quien ha sido traído de vuelta desde el Infierno!                                    | |                          |
| 37 | «¡El Guerrero de Negro contra Goku Black! ¡El siniestro plan oscuro se revela!» «Kokui no Senshi Bāsasu Gokū Burakku! Akiraka ni Naru Yami no Takurami!» (黒衣の戦士VSゴクウブラック！ 明らかになる闇の企み！)              | 11 de julio de 2021      |
| Salvados con ayuda de Cell, Gohan y Krilin, Goku y los demás ya conocen la verdadera identidad del Saiyajin de la Máscara Carmesí: Goku Black, y su malvado plan es finalmente revelado: ejecutar el Plan Cero Humanos en el universo de Fu. En mitad de todo el tumulto y la confusión, ¡el Guerrero de Negro y Goku Black chocan en un enfrentamiento que hace temblar a todo el universo! Por otra parte, el Dr. W aparece y se revela como el malvado Dr. Wheelo y se enfrenta a Gohan en un combate parejo.                                                      | |                          |
| 38 | «¡Batalla final en el Nuevo Espacio-Tiempo! El choque entre los Azules y el Carmesí» «Uchū Modoki no Saishū Kessen! Gekitotsu suru Ao to Aka» (宇宙モドキの最終決戦！ 激突する蒼と紅)                                       | 15 de septiembre de 2021 |
| Quedan pocas horas antes de ejecutar el Plan Cero Humanos en el Nuevo Espacio-Tiempo. Goku y Vegeta se unen para confrontar a Goku Black, el Saiyajin Carmesí. Los Guerreros Z, aliados y enemigos por igual, se enfrentan en una guerra total contra el malvado Black, pero él portando la Máscara de Control Mental, demuestra que tiene aún más poder. ¿Cómo se librará esta batalla final que estremece al universo de Fu? | |                          |
| 39 | «¡El amenazador Fu se interpone! ¡El nacimiento de un dúo maravilloso y poderoso!» «Tachihadakaru Fyū no Kyōi! Kiseki no Saikyō Konbi Tanjō!» (立ちはだかるフューの脅威！ 奇跡の最強コンビ誕生！)                           | 24 de octubre de 2021    |
| Después de derrotar al Saiyajin Carmesí: Goku Black, Goku y Vegeta logran escapar del Nuevo Espacio-Tiempo y regresan al Árbol Universal. Pero, inesperadamente aparece Fu, con quien ya libraron una feroz batalla anteriormente y se interpone en su camino una vez más. Ahora que combinó su poder del Rey Oscuro con el ave Dogi-Dogi, Fu se ha vuelto más poderoso que antes. ¡¿Cómo podrán Goku y los demás enfrentarse al nuevo poder de su enemigo?! | |                          |
| 40 | «¡Máximo poder definitivo! ¡El resultado final de la batalla decisiva por el futuro!» «Saigo no Furu Pawā! Mirai o Kaketa Gekitō, Tsui ni Ketchaku!» (最後のフルパワー！ 未来をかけた激闘、遂に決着！)                      | 18 de diciembre de 2021  |
| La batalla final se desarrolla a los pies del Árbol Universal. Gracias a la ayuda de la Supremo Kaio-sama del Tiempo, Goku y Goku Xeno chocan contra Fu con todo lo que tienen de su máximo poder y Ki liberado. ¡La feroz batalla decisiva por la paz y el futuro de todos los universos finalmente concluye! | |                          |

## Temporada 3: Ultra God Mission

### Saga de la antigua Kaiō del Tiempo
| N.° | Título | Estreno                 |
| --- | --- | ----------------------- |
| 41 | «Un Plan en Marcha - ¡Los Guerreros más Poderosos del Espacio-Tiempo se Reúnen!» «Ugokidashita Keikaku - Jikū o Koeta Saikyō Senshi Shūketsu!» (動き出した計画 時空を超えた最強戦士集結！)                   | 23 de febrero de 2022   |
| La antigua Suprema Kaioshin del Tiempo, Aios, ha capturado a Chronoa junto a sus hombres de negro. Mientras tanto, Goku y compañía son reclutados por un ser misterioso, a un torneo de artes marciales a través del Espacio-Tiempo. | |                         |
| 42 | «¡Batalla Feroz en el Súper Torneo Espacio-Tiempo! ¡Los Guerreros de Negro Invaden!» «Gekitō no Chō Jikū Tōnamento! Shūrai Suru Kokui no Senshi-tachi!» (激闘の超時空トーナメント！襲来する黒衣の戦士たち！) | 31 de marzo de 2022     |
| Los Guerreros Z, Patrulleros del Tiempo y los Guerreros del Nuevo Espacio-Tiempo se coronan como los equipos vencedores de la primera fase del Ultratorneo del Espacio-Tiempo tras haber reunido a las tres Hadas Sentimentales repartidas por el campo de batalla. Aios hace su primera aparición pública ante los participantes restantes del torneo, revelándose como la mente maestra detrás del evento. De manera inesperada, los Guerreros de Negro aparecen en frente de Son Goku y los demás, ¡¿Cuál es el verdadero propósito de su aparición?! | |                         |
| 43 | «¡Batalla Feroz desde el otro Lado del Tiempo! ¡La Amenaza de los Guerreros de Negro!» «Toki o Koeta Gekitō! Kokui no Senshi-tachi no Kyōi!» (時を超えた激闘！黒衣の戦士たちの脅威！)                        | 30 de junio de 2022     |
| Aios da inicio a la fase 2 del Torneo Espacio-Tiempo y esta vez hay 4 regiones con un encapuchado protegiendo al hada mágica. Hit, Vegeta y Yamcha se encuentran en el planeta cristal mientras que en el planeta namek Piccolo y Gohan enfrenteran a viejos enemigos y un Namekusein Encapuchado. Por otra parte, Trunks Xeno hace frente al encapuchado Gohan de otra línea temporal. | |                         |
| 44 | «¡Goku contra el Guerrero de Negro! ¡El resultado de cada batalla!» «Gokū Bāsasu Kokui no Senshi! Sorezore no Tatakai no Yukue!» (悟空VS黒衣の戦士！それぞれの戦いの行方！)                                  | 1 de septiembre de 2022 |
| Trunks Xeno ha derrotado al encapuchado Gohan, mientras tanto en el planeta cristal, Vegeta se transforma en ssj blue evolution y derrota uno de los clones de la encapuchada, Hit esta por derrotarla pero Yamcha interfiere, esto llama la atención de la encapuchada. En el planeta vegeta Jiren deja que Goku luche contra el emcapuchado que se transforma en ssj3 revelando que es Bardock, Goku utiliza el Ultra Instinto Señal y con un choque de energías logra derrotar a Bardock sin saber que es su padre, ¿Qué pasara en el planeta Namek? | |                         |
| 45 | «¡Batalla decisiva en el reino divino! ¡El poder del tiempo se acerca!» «Shin Jigen no Kessen! Semarikuru Toki no Chikara!» (神次元の決戦！迫りくる時の力！)                                                 | 23 de octubre de 2022   |
| Goku y su equipo derrotan a los Guerreros de Negro uno detrás del otro en la segunda ronda del Ultratorneo del Espacio-Tiempo. ¿Podrá Chronoa, la actual Kaio-shin del Tiempo, quien se dirigió hacia Aios, detener la selección del espacio-tiempo? La batalla que llega hasta la dimensión divina comienza ahora. | |                         |
| 46 | «¡El nuevo rey oscuro invade! ¡Comienza la aterradora batalla decisiva!» «Arata Naru Ankokuō Shūrai! Kyōfu no Kessen Kaimaku!» (新たなる暗黒王襲来！恐怖の決戦開幕！)                                        | 17 de diciembre de 2022 |
| La batalla entre Aios y Son Goku en su estado Ultra Instinto Señal sigue su curso, aunque inesperadamente Demigra llega a la zona. Generando una explosión masiva y dejando en malas condiciones el lugar. | |                         |
| 47 | «La mano malvada del rey oscuro Domigra: ¡una batalla turbulenta en el espacio-tiempo!» «Ankokuō Domigura no Ma no Te - Gekidō no Chō Jikū Batoru!» (暗黒王ドミグラの魔の手 激動の超時空バトル！)            | 12 de febrero de 2023   |
| El temible Demigra ha conseguido desbloquear el poder absoluto proporcionado por el Factor Oscuro, dando rienda suelta a una energía negativa sin precedentes. El saiyan goku está a punto de ser derrotado, incluso se ha neutralizado su poder y ha vuelto al estado base, después, Vegeta con su Super Saiyan Blue Evolution lanza su mítico Final Flash! Pero no lo consigue vencer a Demigra. Entonces, Chronoa tuvo la idea de dar sus pendientes Pothala a Goku y Vegeta, y de esa manera, hacer posible su fusión. Parece que ahora arrancará el combate final, protagonizado por el todopoderoso Vegetto y Demigra. ¿Podrán por fin salvar al universo o perecerán en el intento? | |                         |
| 48 | «¡Un vínculo a través del espacio-tiempo! ¡El puño de la justicia que aplasta el mal!» «Jikū o Koeta Kessoku! Aku o Uchikudaku Seigi no Kobushi!» (時空を超えた結束！悪を打ち砕く正義の拳！)                 | 13 de abril de 2023     |
| 49 | «¡El poder más fuerte VS el más letal! ¡Liberando el poder más allá de los límites!» «Saikyō bāsasu Saikyō! Genkai o Koeta Chikara o Tokihanate!» (最強ＶＳ最凶！限界を超えた力を解き放て！)                 | 10 de junio de 2023     |
| 50 | «¡Una luz de esperanza que no se apagará! ¡Y una lucha milagrosa!» «Zetsubō o Keshi Saru Kibō no Hikari Soshite Kiseki no Kettō e!» (絶望を消し去る希望の光そして奇跡の決闘へ！)                             | 24 de agosto de 2023    |

## Temporada 4: Meteor Mission

### Saga del Demonio Invasor
| N.° | Título | Estreno                 |
| --- | --- | ----------------------- |
| 51  | «¡Comienza la saga del demonio invasor! ¡Una sombra negra golpea la Tierra!» «Ma no Shinryaku-sha-hen Kaimaku! Chikyū o Osou Kuroi Kage!» (魔の侵略者編開幕！地球を襲う黒い影！)  | 22 de octubre de 2023   |
| 52  | «¡La caza de dioses continúa! ¡Dos batallas entrelazadas!» «Shinkō Suru Kamigari Karamiau Futatsu no Senkyō!» (進行する神狩リ絡み合う２つの戦況！)                                | 16 de diciembre de 2023 |
| 53  | «¡La batalla en el palacio de Ozotto! ¡Explota, poder saiyajin!» «Ozotto Kyūden no Tatakai! Bakuhatsu seyo, Saiyahito Pawā!» (オゾット宮殿の戦い！爆発せよ、サイヤ人パワー！)     | 18 de febrero de 2024   |
| 54  | «¡Explosión del puño de ira! ¡Feroz lucha de los encarcelados!» «Ikari no Kobushi Sakuretsu! Toraware no Ma no Gekitō!» (恐りの拳炸裂！囚われの間の激闘！)                        | 11 de abril de 2024     |
| 55  | «¡Escapa de la mansión Ozotto! ¡El alma de Goku despierta!» «Ozotto Yashiki Kara no Dasshutsu! Gokū no Tamashī ga Kakusei Suru!» (おぞっと屋敷からの脱出！悟空の魂が覚醒する！)   | 9 de junio de 2024      |
| 56  | «¡Desatraillar! ¡Un ataque total! ¡Un meteoro plateado atraviesa los cielos!» «Hanate! Konshin no Ichigeki! Kakenukeru Hakugin no Meteo» (放て！渾身の一撃！かけ抜ける白銀の流星) | 8 de agosto de 2024     |

## Juego Arcade
El juego utiliza un sistema cartas/tarjetas, pero en lugar de botones el jugador tiene que mover las tarjetas en el tablero. El juego ofrece manejar a más de 7 personajes para que ataquen al contrincante. Además, tiene muchos personajes nuevos que no han aparecido en otros juegos o en la misma serie del anime y el manga. Los nuevos personajes creados para el juegos tienen la típica cola Saiyan y otras características del mundo de Dragon Ball.

## Manga
Varias series de manga se publicaron junto con el anime, escrito y dibujado por Yoshitaka Nagayama.
- Super Dragon Ball Heroes: ¡Misión al Reino Demoníaco Oscuro! (Capítulos 1-15)
- Super Dragon Ball Heroes: ¡Misión del universo! (Capítulos 1-12)
- Super Dragon Ball Heroes: Big Bang Mission! (Capítulos 1-15)
- Super Dragon Ball Heroes: Ultra God Mission! (Capítulos 1-20)
- Super Dragon Ball Heroes:  ¡Misión del Meteoro! (Capítulos 1-12)